# 1916年の日本公開映画
- 映画 > 映画の一覧 > 年度別日本公開映画 > 1916年の日本公開映画
- 映画 > 1916年の映画 > 1916年の日本公開映画

1916年の日本公開映画（1916ねんのにほんこうかいえいが）では、1916年（大正5年）1月1日から同年12月31日までに日本で商業公開された映画の一覧を記載。作品名の右の丸括弧内は製作国を示す。
記載の凡例については年度別日本公開映画#凡例を参照

## 作品一覧

### 3月
- 拳骨（アメリカ） - 別題『エレーヌの勲功』

### 5月
- 20日
  - 拳骨 第十五篇 圧搾瓦斯（アメリカ）

### 8月
- 拳骨 第廿五篇（アメリカ）

### 11月
- 18日
  - ゴーレム (1915年の映画)（ドイツ）[1]